# 青山彦太郎
青山 彦太郎（あおやま ひこたろう、1863年9月14日(文久3年8月2日) - 1944年(昭和19年)12月21日）は、日本の牧師である。

## 来歴
岡崎藩士青山昇三郎（後の日本基督教会牧師）の長男として岡崎に生まれる。明治維新になり、1875年（明治8年）8月に父と共に東京に移住する。東京市築地の新栄教会でデイヴィッド・タムソンと小川義綏の薫陶を受け、1877年（明治10年）1月に受洗する。
1880年（明治13年）に築地大学校に入学する。ジェームス・ハミルトン・バラらに薫陶を受ける。後に東京一致英和学校に移る。1885年（明治18年）に明治学院の最初の卒業生となる。卒業と同時に、神学部に入学する。
しばらく四国の大洲で伝道をしたのち、1888年（明治21年）に渡米し、マコーミック神学校で学ぶ。1889年（明治22年）に帰国したのち、1892年（明治25年）より長崎の東山学院神学部の教授を務める。1895年（明治28年）に長崎で和田秀豊の長女チマ子と結婚する。1897年（明治30年）に神学校が閉鎖されると、小倉や横浜で伝道する。
1899年（明治32年）より1910年（明治43年）まで大阪浪華女学校の主幹を務めて、1910年より須崎、高知で伝道した。
1916年（大正5年）にルーテル教会に移籍し、博多教会、九州学院神学部教授を歴任する。1921年（大正10年）ルーテル教会神戸教会の牧師になる。1935年（昭和10年）に牧師を引退する。戦時中は長野県軽井沢町に疎開するが、1944年（昭和19年）大東亜戦争が終結する前に同地で死去する。

## 家族
- 父：青山昇三郎（岡崎藩士・日本基督教会牧師）
  - 本人：青山彦太郎
    - 四男：青山四郎（ルーテル教会牧師、1907年生-2000年3月25日昇天）
    - 妻：青山暢子